# 北京城市副中心M104线
北京城市副中心M104线是一条规划中的服务于北京城市副中心的地铁线路。线路线路西起垡头组团五方桥东站，东至张家湾西站，长约22公里，设车站15座，归入了城市副中心“十四五”计划储备项目。

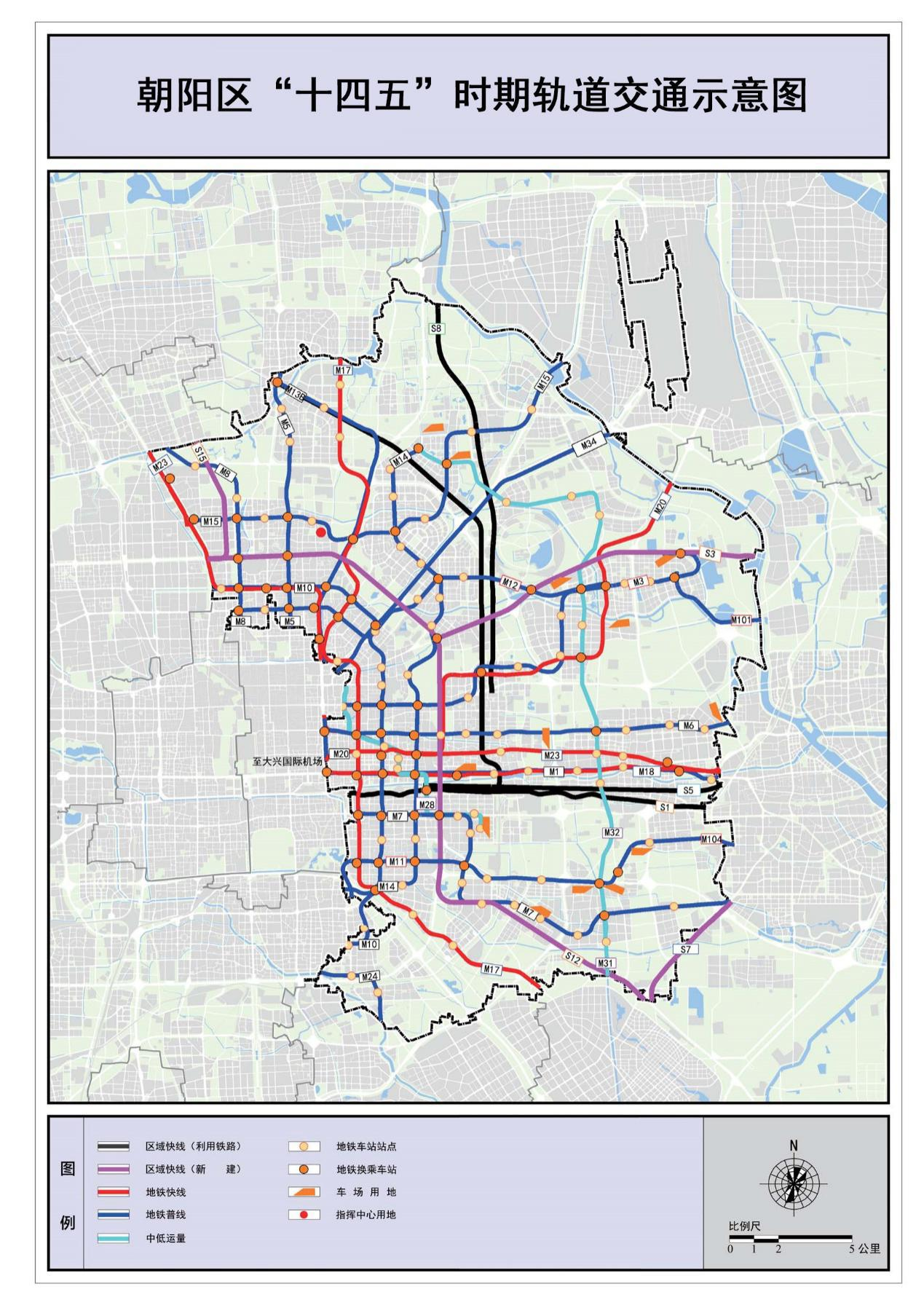
朝阳区“十四五”时期轨道交通示意图显示，西侧与连接。